# 護國寺 (那霸市)
26°12′47″N 127°40′44″E / 26.213109°N 127.678943°E
護國寺（日语：／）是日本沖繩縣的一座高野山真言宗寺院，位於那霸市若狹。山號波上山、院號三光院，供奉的本尊為觀世音菩薩。護國寺是目前沖繩縣現存歷史最久遠的寺院。
根據《中山世譜》記載，洪武年間，日本僧人賴重來到琉球；1368年，賴重在中山王察度的支持下，於若狹的波上山建立護國寺。護國寺是波上宮的別當院，位於波上山的懸崖頂上，可以俯瞰波上海灘。
在第二尚氏王朝時期，護國寺成為琉球國王的祈願寺。到達琉球的西方人往往被安置於此以便監視，例如第一位在琉球傳播福音的伯德令就曾住在該寺。1853年，馬修·佩里率美國軍艦來到琉球，要求通商，護國寺是琉美雙方談判的地點。
護國寺在1945年的沖繩島戰役中被毀，不久後重建。

## 圖片輯

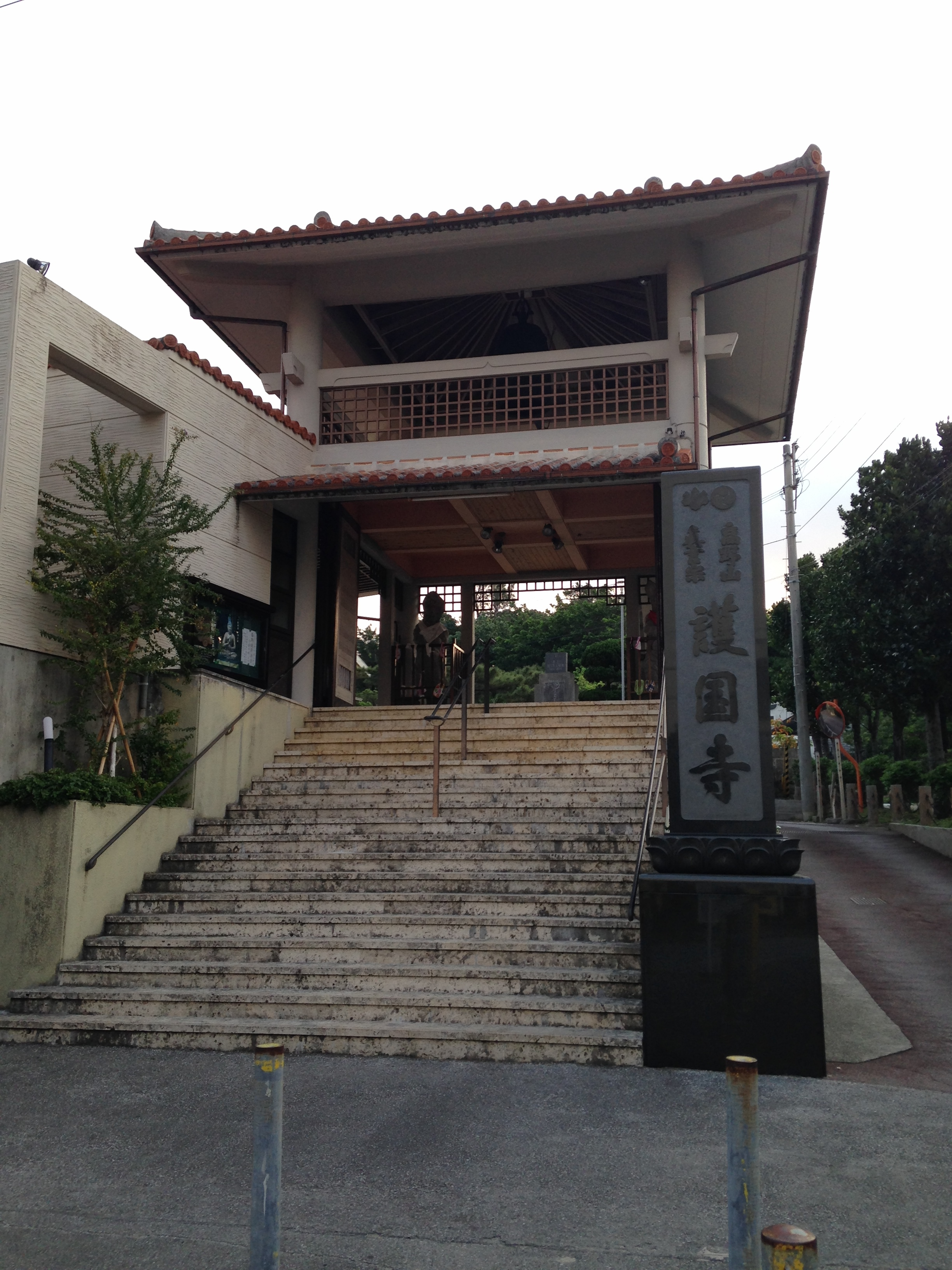
山門
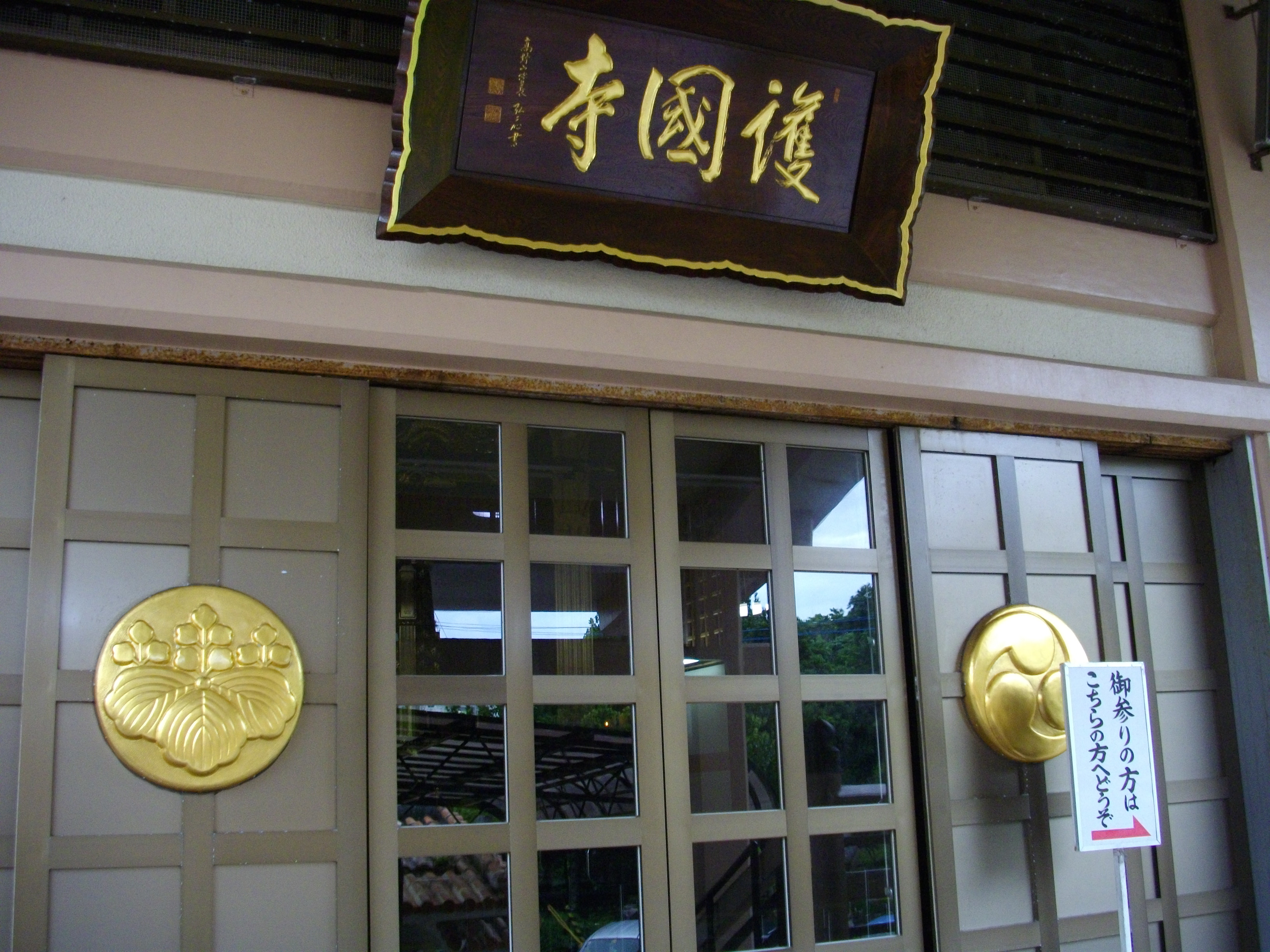
護國寺本堂入口
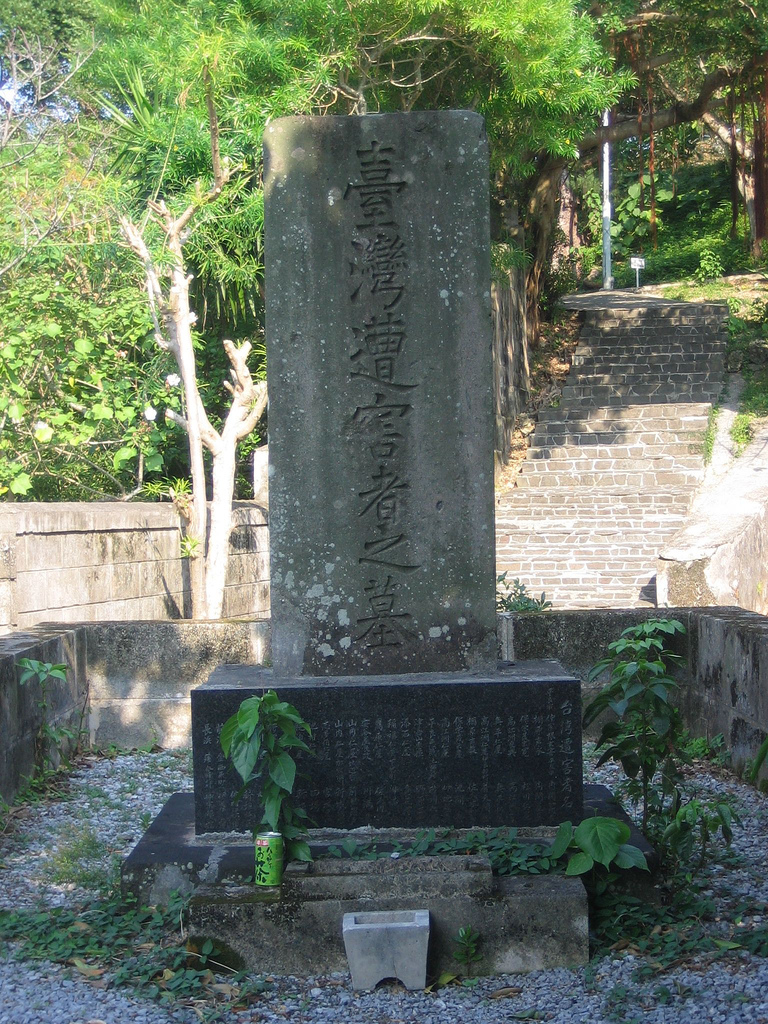
八瑤灣事件罹難者之墓

## 外部連結
- 護國寺（页面存档备份，存于）